# Singer SM 1500
Der Singer SM 1500 ist ein Mittelklassewagen, den der britische Automobilhersteller Singer von 1948 bis 1954 produzierte. Der SM 1500 löste den Super 12 ab. Er war Singers erste Neukonstruktion nach dem Zweiten Weltkrieg und zugleich das letzte vollständig neu entwickelte Auto, das Singer vor der Übernahme durch den Rootes-Konzern auf den Markt brachte. 1954 löste ihn der Singer Hunter ab.

## Modellbeschreibung

### Karosserie und Innenraum
Der Singer SM 1500 ist eine viertürige Limousine. Die Karosserie folgt dem zeitgenössischen Pontonstil. Die Türen öffnen gegenläufig. Der Aufbau besteht aus Stahlblech. Er wurde bei Pressed Steel in Cowley gefertigt. Der Innenraum war vorne mit einer durchgehenden Sitzbank ausgestattet, deren Armauflagen klappbar waren. Auf Wunsch konnten die normalerweise mit Kunstleder („Vynide“) bezogenen Sitze mit Leder bezogen werden, was £ 39 Aufpreis kostete. Die im Innenraum sichtbaren Metallteile hatten eine Holzimitatoberfläche.
Der Singer SM 1500 erhielt 1952 einen neuen Kühlergrill, und die Scheinwerfer wurden etwas höher eingebaut.

### Fahrwerk und Chassis
Der Singer SM 1500 hat ein neu konstruiertes Stahlchassis mit kreuzförmigen Versteifungen und seitlichen Auslegern zwischen der Vorder- und Hinterachse. Die Vorderräder sind einzeln aufgehängt und haben Schraubenfedern. Die starre Hinterachse hängt an Halbelliptikfedern. An allen vier Rädern kommen hydraulisch betätigte Lockheed-Trommelbremsen mit 229 mm Durchmesser zum Einsatz.

### Motorisierung und Kraftübertragung
Serienmäßig war der Singer SM 1500 mit einem Vierzylinder-Reihenmotor mit obenliegender Nockenwelle (OHC) und anfänglich 1506 cm³ Hubraum, der 48 bhp (35 kW) leistete und die Limousine auf 119 km/h beschleunigte. 1951 führte eine Überarbeitung der Kurbelwelle zu einer geringfügigen Reduzierung des Hubraums auf 1497 cm³. Die Leistung blieb unverändert.
Zum Modelljahr 1953 ergänzte Singer die Motorisierung um eine stärkere Version, die bei unverändertem Hubraum durch dn Einsatz von zwei Vergasern nun 58 bhp (42,6 kW) leistete. Mit ihr erreichte der SM 1500 eine Höchstgeschwindigkeit von 123 km/h. Der zweite Vergaser kostete £ 28 Aufpreis, was zu einem Gesamtpreis von £ 1168 führte. Der Motor war so stabil, dass der Hersteller eine normale Standzeit von 105.000 km angab.
Die Kraftübertragung auf die Hinterräder übernahm ein handgeschaltetes Vierganggetriebe, das über einen Hebel an der Lenksäule betätigt wurde. Der erste Gang war nicht synchronisiert.

## Besondere Versionen

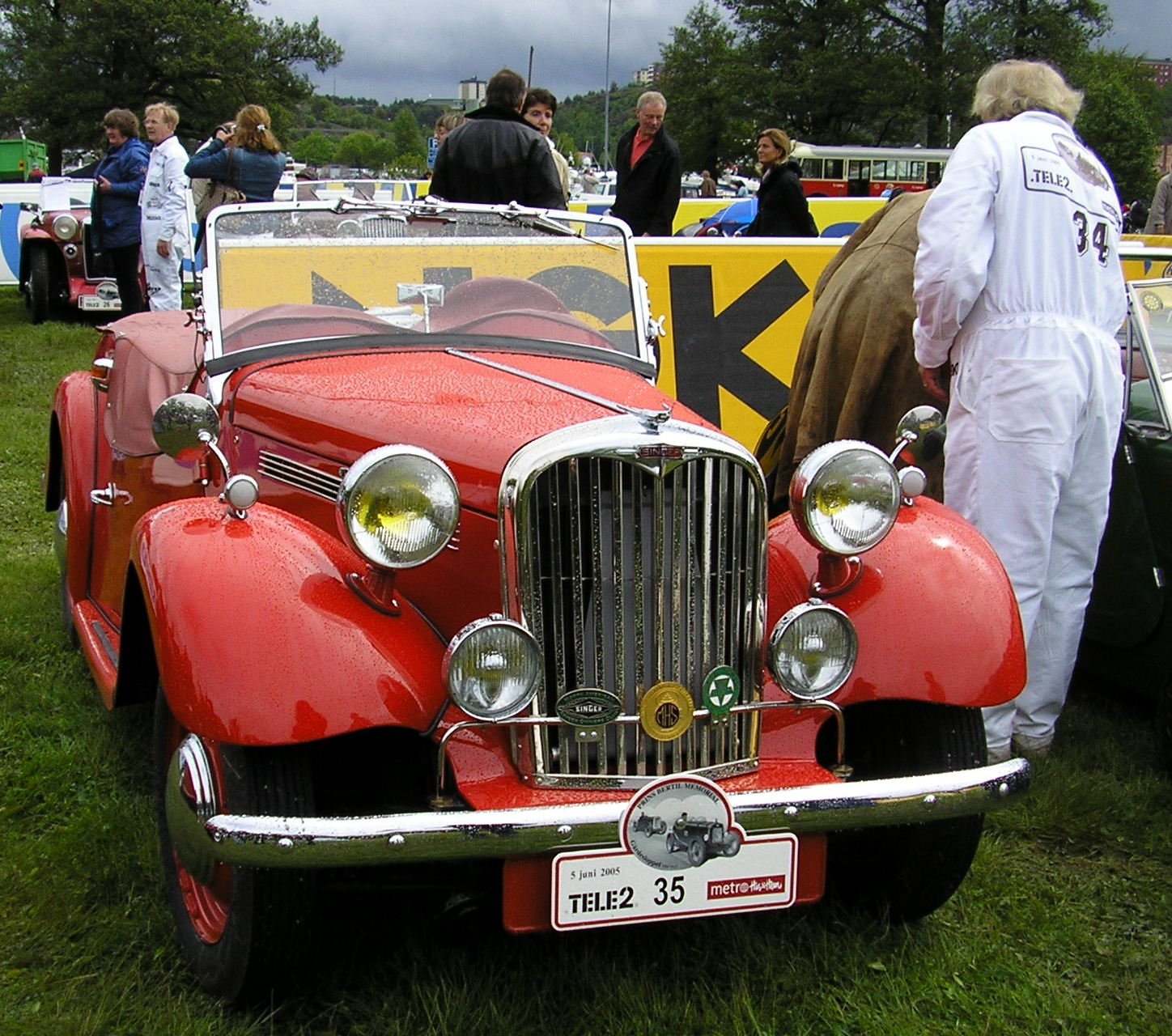
Singer SM 1500 Roadster (1952)

Ab 1951 war neben der viertürigen Limousine auch ein zweitüriger Roadster mit freistehenden Kotflügeln erhältlich, der noch auf einem Vorkriegsfahrgestell basierte, aber die Motorisierung vom SM 1500 übernahm. Das formal eigenständige Auto wurde als Singer SM Roadster verkauft. 
Zusätzlich zur viertürigen Limousine gab es speziell für den australischen Markt einen Pick-up (Ute).

## Produktion
1947 wurde der Wagen angekündigt. Im darauf folgenden Jahr begann der Verkauf; zunächst ging das Auto ausschließlich in den Export. Ab 1949 war der SM 1500 auch auf dem heimischen Markt erhältlich. Nach 17.382 Exemplaren wurde die Limousine 1954 vom Singer Hunter abgelöst.